# 國立陽明交通大學附設醫院
國立陽明交通大學附設醫院（英語：National Yang Ming Chiao Tung University Hospital），簡稱陽明交大附醫，位於台灣宜蘭縣宜蘭市的公立醫院。前身為1897年創設的宜蘭醫院，先後經歷台灣總督府、台灣省政府及行政院衛生署，於2008年改制為國立陽明大學附設醫院。2021年2月1日隨國立陽明大學與國立交通大學合併為國立陽明交通大學後而更名為「國立陽明交通大學附設醫院」。

## 歷史

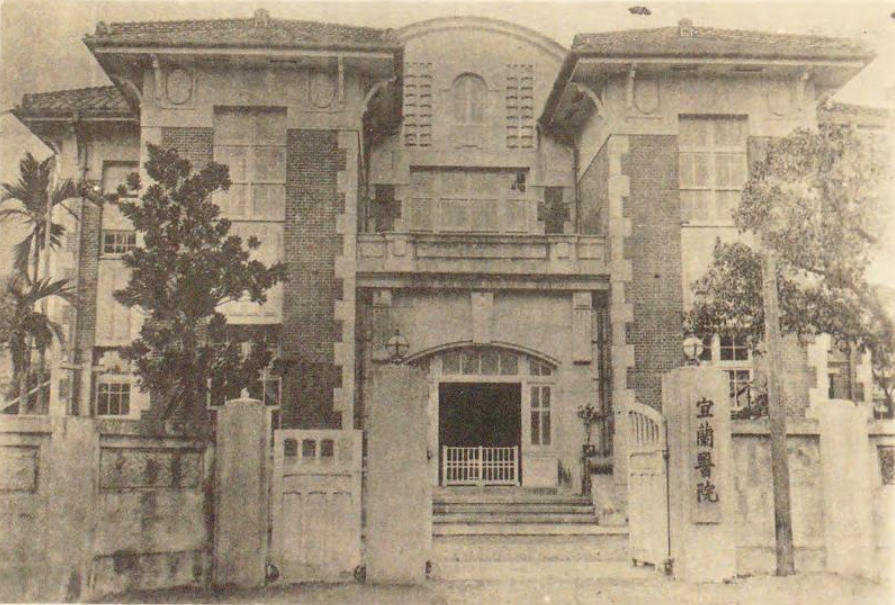
台灣總督府宜蘭醫院

- 1897年，日本政府為了台灣東北部的統治殖民力的需要，在台北縣宜蘭支廳設置西式診療所宜蘭醫院，直屬台灣總督府，為該院的前身。
- 1914年，宜蘭醫院創立附屬看護婦講習所。
- 1945年，國民政府接收宜蘭醫院，改制成臺灣省立宜蘭醫院，直屬於台灣省行政長官公署民政處衛生局。
- 1946年7月，宜蘭醫院護士助理講習所開始招生。
- 1952年，宜蘭醫院設置貧民施醫所。
- 1947年，宜蘭醫院改隸台灣省政府衛生處。
- 2000年，經臺灣省政府功能業務與組織調整後，改制為行政院衛生署宜蘭醫院。
- 2001年，臺北榮民總醫院醫療團隊進駐宜蘭醫院。

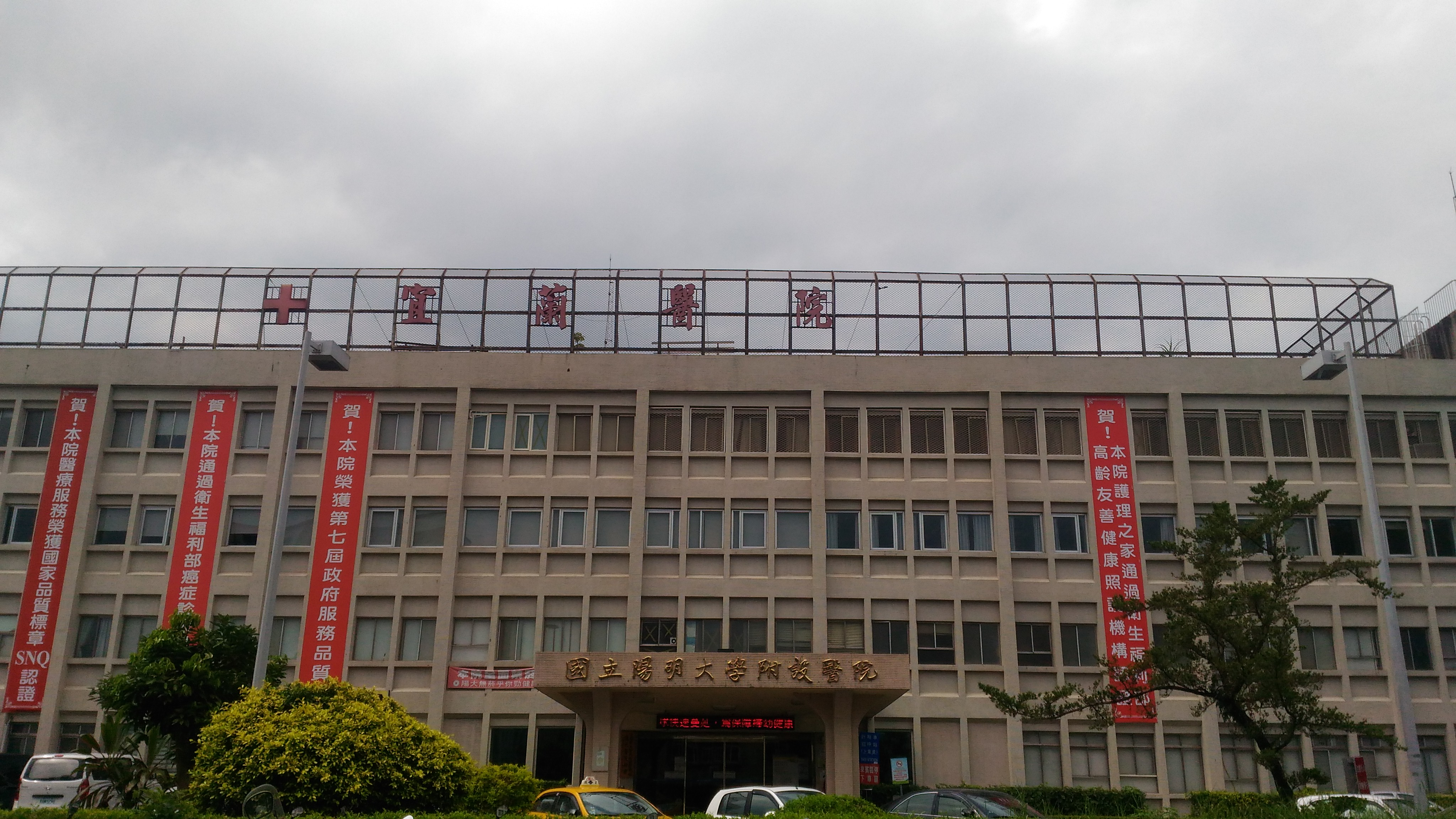
陽明交大附醫新民院區，原行政院衛生署宜蘭醫院

- 2008年1月，行政院經濟建設委員會通過規劃將國立陽明大學附設醫院設置於宜蘭，首先將行政院衛生署宜蘭醫院改為陽大附醫新民院區，並於臺灣鐵路管理局宜蘭車站後站新設蘭陽院區[1]。
- 2008年，宜蘭醫院改制為國立陽明大學附設醫院。
- 2013年11月，國立陽明大學附設醫院舉辦院史展，以「蛻變中的宜蘭大病院」為主題，回顧醫院一百多年來的轉變與發展[2]。
- 2016年9月5日，位於臺灣鐵路管理局宜蘭線鐵路以東、宜蘭轉運站對面的國立陽明大學附設醫院蘭陽院區完工啟用[3]。
- 2021年2月1日，隨國立陽明大學改制而更名為「國立陽明交通大學附設醫院」。

## 組織架構
陽大醫院的單位組織，可分為醫療單位、醫療支援部門、行政部門及特色醫療。

### 首長介紹
院長: 楊純豪
行政副院長: 周穎政
醫療副院長: 曹玄明

### 醫療單位
⒈ 內科部:一般內科、心臟內科、胸腔內科、肝膽胃腸科、新陳代謝科、神經內科、血液腫瘤科、腎臟科、過敏免疫風濕科、感染科。
⒉ 外科部:一般外科、大腸直腸外科、心臟血管外科、整形外科、神經外科、胸腔外科、骨科、泌尿外科、麻醉科、病理科、小兒外科、乳房外科。
⒊ 婦產科
⒋ 小兒科 
⒌ 牙科部
⒍ 家庭醫學部: 家庭醫學科、健檢科(健康管理中心)、職業醫學科、安寧療護科。
⒎ 其他科: 皮膚科、一般眼科、耳鼻喉科、急診醫學科、創傷醫學科、中醫科、復健科、一般精神科。

### 醫療支援部門
放射腫瘤科、一般放射診斷科、檢驗醫學科、感染管制室、藥劑部、護理部、營養室、教學研究部、醫務企管部、核子醫學科。

### 行政部門
秘書室、總務室、醫務行政室、社會服務室、工務室、資訊室、人事室、主計室、職業安全衛生室。

### 特色醫療
社區醫學中心、醫學美容中心、兒童發展聯合評估中心、失智症照護及研究發展中心、高齡親善門診、記憶門診、癌症整合型醫療、人體試驗委員會。

## 歷任院長

### 台灣總督府宜蘭病院
| 姓名     | 就職時間 | 卸任時間 |
| -------- | -------- | -------- |
| 川正路   | 1935     | 1945     |
| 上瀧嵬   | 1929     | 1935     |
| 森滋太郎 | 1912     | 1929     |
| 鵜飼碧汀 | 1904     | 1912     |
| 米田昌英 | 1897     | 1904     |

### 台灣省立宜蘭醫院
| 姓名   | 就職時間   | 卸任時間   |
| ------ | ---------- | ---------- |
| 王英俊 | 1990/05/15 | 1991/05/03 |
| 吳建堂 | 1988/08.29 | 1990/05/14 |
| 林信雄 | 1985/01/09 | 1988/08/29 |
| 蔣晉槐 | 1983/02/22 | 1984/12/15 |
| 范金沺 | 1971/07/23 | 1982/11/23 |
| 許太陽 | 1968/07/20 | 1971/07/15 |
| 胡建業 | 1965/10/01 | 1968/07/20 |
| 黃東錄 | 1963/09/06 | 1965/10/01 |
| 李啟東 | 1961/06/03 | 1963.09.14 |
| 邱永聰 | 1951/01/28 | 1961/06/10 |
| 陳萬居 | 1947/10/23 | 1951/01/15 |
| 李瑞珍 | 1947/04/12 | 1947/10/23 |
| 郭章垣 | 1946/04/24 | 1947/03/11 |
| 林崑智 | 1945/11/10 | 1946/04/24 |

### 行政院衛生署宜蘭醫院
| 姓名   | 就職時間   | 卸任時間   |
| ------ | ---------- | ---------- |
| 楊冠洋 | 1999/12/24 | 2001/01/19 |
| 楊益元 | 1993/07/02 | 1999/12/24 |
| 羅欽憲 | 1991/05/03 | 1993/07/01 |
| 彭清霖 | 2007/04/03 | 2007/12/31 |
| 唐高駿 | 2001/01/19 | 2007/04/03 |

### 國立陽明大學附設醫院
| 姓名   | 就職時間      | 卸任時間      |
| ------ | ------------- | ------------- |
| 羅世薰 | 2011年9月15日 | 2018年9月14日 |
| 楊純豪 | 2018年9月15日 | 2021年1月31日 |

### 國立陽明交通大學附設醫院
| 姓名   | 就職時間     | 卸任時間 |
| ------ | ------------ | -------- |
| 楊純豪 | 2021年2月1日 | 現任     |